# Perisama aristoteles
Perisama aristoteles är en fjärilsart som beskrevs av Charles Oberthür 1916. Perisama aristoteles ingår i släktet Perisama och familjen praktfjärilar. Inga underarter finns listade i Catalogue of Life.